# 드라이버 (2013년 영화)
드라이버는 한국에서 제작된 오인천 감독의 2013년 공포 영화이다. 이관훈 등이 주연으로 출연하였고 오인천 등이 제작에 참여하였다.

## 출연

### 주연
- 이관훈
- 정보름

## 제작진
- 조감독: 주장
- 음향: 김현준
- 미술: 옥은진